# Schötz
Schötz är en ort och kommun i distriktet Willisau i kantonen Luzern, Schweiz. Kommunen har 4 924 invånare (2023).
Den 1 januari 2013 inkorporerades Ohmstal i kommunen.